# Jesse Armstrong
Jesse David Armstrong (Osweatry, 13 de diciembre de 1970) es un guionista y productor británico. Es cocreador de las series de comedia Peep Show (2003-2015) y Fresh Meat (2011-2016) de Channel 4, y creador de la serie dramática satírica de HBO Succession (2018-2023).
Armstrong ha recibido muchas nominaciones y premios, incluida una nominación al Premio de la Academia al Mejor Guion Adaptado por coescribir la película In the Loop (2009), y tres premios al Premio Primetime Emmy a Mejor Guion para una Serie Dramática por escribir los finales de temporada de la primera, segunda y tercera temporadas de Succession.

## Primeros años de vida
Armstrong nació en Oswestry en Shropshire, Inglaterra. Su padre era profesor de educación superior y se convirtió en novelista policiaco en la década de 1990, mientras que su madre trabajaba en jardines de infancia. Asistió a una escuela integral en Oswestry antes de estudiar Estudios Americanos en la Universidad de Manchester, y pasó un año en el extranjero en Massachusetts. En 1995, comenzó a trabajar como investigador para el diputado laborista Doug Henderson, inicialmente sin remuneración. Al mismo tiempo, actuó como consultor en política para la productora de Rory Bremner. Posteriormente trabajó como pintor y decorador.

## Carrera

### Colaboraciones con Sam Bain
Armstrong conoció a su compañero de escritura Sam Bain mientras estaba en la Universidad de Manchester, viviendo con él en su último año. Comenzaron a escribir juntos después de graduarse, cuando ambos se mudaron a Londres.
Al comienzo de su carrera como escritores, Armstrong y Bain escribieron para el programa de bocetos de Channel 4 Smack the Pony y los programas para niños The Queen's Nose y My Parents Are Aliens. Continuaron creando y escribiendo Peep Show, la comedia de situación de BBC One The Old Guys y las comedias dramáticas de Channel 4 Fresh Meat y Babylon. También escribieron para el programa de sketches de BBC Radio 4 That Mitchell and Webb Sound, protagonizado por los dos actores principales de Peep Show, David Mitchell y Robert Webb, y su adaptación de BBC Two That Mitchell and Webb Look . Peep Show ha ganado varios premios de escritura, incluido un BAFTA a la mejor comedia de situación en 2008.
Hasta la fecha, Armstrong y Bain han escrito dos películas juntos: la comedia Magicians de 2007 y, junto con Chris Morris, la sátira sobre terrorismo de 2010 Four Lions.
Armstrong y Bain recibieron el premio Writers' Guild of Great Britain en los British Comedy Awards 2010. En 2012, tanto Armstrong como Bain aparecieron en la lista 'Hot 100' de la revista de la industria de la televisión Broadcast, destacando a las personas más exitosas en la televisión del Reino Unido.
En 2012, Armstrong y Bain escribieron el programa piloto de comedia Bad Sugar de Channel 4, una parodia de las telenovelas estilo Dynasty, protagonizada por Olivia Colman, Julia Davis y Sharon Horgan, quienes también co-concibieron el programa.
En 2014, Armstrong, junto con Danny Boyle, Robert Jones y Sam Bain, cocrearon la comedia dramática de Channel 4, Babylon. Armstrong escribió el primero y el último de los seis episodios iniciales y coescribió el piloto con Sam Bain.

### Otros escritos
Junto a Armando Iannucci, Simon Blackwell y Tony Roche, Armstrong escribió para las tres primeras series de la comedia de BBC Four ganadora del BAFTA The Thick of It, y su película derivada de 2009 In the Loop. In The Loop fue nominado para el Premio de la Academia al Mejor Guion Adaptado en 2009 y ganó el premio al Mejor Guion Británico en los Premios del Cine Británico Evening Standard de 2009. Junto al equipo de redacción de The Thick of It, Armstrong escribió un episodio de la primera temporada de la serie de comedia Veep de HBO, ambientada en la oficina del vicepresidente estadounidense.
En el período previo a las elecciones generales del Reino Unido de 2010, Armstrong escribió una columna en The Guardian: "Informe electoral de Malcolm Tucker, dictada a Jesse Armstrong". Anteriormente escribió una columna similar para New Statesman, titulada 'Información táctica'.
En 2010, el guion Murdoch de Armstrong, actualmente no producido, un drama en el que Rupert Murdoch y su familia no están de acuerdo sobre quién debería tener el control de su compañía, recibió atención después de que apareció en The Black List, una lista de guiones no producidos que más gustan a las figuras de la industria de Hollywood. A raíz del escándalo de escuchas telefónicas de 2011 que involucró a periódicos propiedad de Murdoch, se rumoreaba que el guion estaba siendo desarrollado por Channel 4, pero Armstrong desestimó estas afirmaciones.
En 2010 se informó que Armstrong estaba desarrollando una película biográfica del estratega del Partido Republicano Lee Atwater, con Chris Henchy y Adam McKay.
En octubre de 2011 se informó que la adaptación cinematográfica de Armstrong del libro de Richard DiLello The Longest Cocktail Party, que narra la fundación de la compañía discográfica Apple Records de The Beatles y la grabación de su último álbum Let It Be, iba a ser dirigida por Michael Winterbottom. En febrero de 2016 se informó que Winterbottom se había retirado del proyecto y el futuro de la película era incierto.
Armstrong escribió un episodio de la serie de antología Black Mirror de Charlie Brooker, titulado "The Entire History of You". Desde entonces, Robert Downey Jr. ha comprado los derechos para adaptar el guion de una próxima película.
La primera novela de Armstrong, Love, Sex and Other Foreign Policy Goals, se publicó en abril de 2015.
En 2017, la serie dramática estadounidense Succession de Armstrong, producida por Adam McKay y Will Ferrell, fue elegida como serie por HBO. Finalizada en 2023 con 4 temporadas, ha sido alabada por la critica y el público, siendo considerada como una de las mejores series de televisión del último tiempo.

## Vida personal
Armstrong está casado y tiene dos hijos. Su esposa trabaja para el Servicio Nacional de Salud.

## Filmografía
Cine
| Año  | Título                   | Director | Guionista | Notas              |
| ---- | ------------------------ | -------- | --------- | ------------------ |
| 2007 | Magicians                |          | Sí        | Productor asociado |
| 2009 | In the Loop              |          | Sí        |                    |
| 2010 | Four Lions               |          | Sí        |                    |
| 2013 | No Kaddish in Carmarthen | Sí       | Sí        | Cortometraje       |
| 2019 | The Day Shall Come       |          | Sí        |                    |
| 2020 | Downhill                 |          | Sí        |                    |

Televisión
| Año       | Título                      | Guionista | Productor Ejecutivo | Creador | Notas                                 |
| --------- | --------------------------- | --------- | ------------------- | ------- | ------------------------------------- |
| 2000      | My Parents Are Aliens       | Sí        |                     |         | Episodio: "El Presidente"             |
| 2000-2001 | Smack the Pony              | Sí        |                     |         | Material adicional                    |
| 2001      | 2DTV                        | Sí        |                     |         |                                       |
| 2001-2002 | TV to Go                    | Sí        |                     |         |                                       |
| 2001-2003 | The Queen's Nose            | Sí        |                     |         | 6 episodios                           |
| 2002      | Seriously Weird             | Sí        |                     |         |                                       |
| 2002      | Ed Stone Is Dead            | Sí        |                     |         |                                       |
| 2003      | The Story of Tracy Beaker   | Sí        |                     |         | 2 episodios                           |
| 2003      | Bedsitcom                   | Sí        |                     |         |                                       |
| 2003-2015 | Peep Show                   | Sí        | Sí                  | Sí      |                                       |
| 2005-2009 | The Thick of It             | Sí        |                     |         | 15 episodios                          |
| 2006      | The Secret Policeman's Ball | Sí        |                     |         | Especial de televisión                |
| 2006-2009 | That Mitchell and Webb Look | Sí        |                     |         | 6 episodios                           |
| 2007      | Dogface                     | Sí        |                     |         | 5 episodios                           |
| 2009-2010 | The Old Guys                | Sí        | Sí                  | Sí      |                                       |
| 2011      | Black Mirror                | Sí        |                     |         | Episodio: "The Entire History of You" |
| 2011-2016 | Fresh Meat                  | Sí        | Sí                  | Sí      |                                       |
| 2012      | Veep                        | Sí        |                     |         | Episodio: "Tears"                     |
| 2012      | Bad Sugar                   | Sí        |                     |         | Piloto de televisión                  |
| 2014      | Babylon                     | Sí        | Sí                  | Sí      |                                       |
| 2018-2023 | Succession                  | Sí        | Sí                  | Sí      |                                       |

Otros créditos
| Año  | Título                         | Papel                  | Notas       |
| ---- | ------------------------------ | ---------------------- | ----------- |
| 2015 | Christmas University Challenge | Concursante            | 2 episodios |
| 2017 | Back                           | Consultor de historias |             |

## Premios y distinciones
Premios Óscar
| Año  | Categoría            | Película    | Resultado |
| ---- | -------------------- | ----------- | --------- |
| 2010 | Mejor guion adaptado | In the loop | Nominado  |